# Hattarvíkar kirkja
Hattarvíkar kirkja er en kirke på Færøerne i bygden Hattarvík på øen Fugloy.
Den tilhører Fólkakirkjan í Føroyum. Den tidligere kirke fra 1833 stod uppi í Húsi mellem ind og udmarken.
Den hvide stenkirke blev opført i 1899 ved bygmester P. C. Johannesen fra Tórshavn. Tidligere havde kirken grønt bliktag men nu er taget rødt ligesom fundamentet. Over vesten er der rejst en firkantet tagrytter med et firsidet spir mellem spidsgavle. Over døren i vestgavlen sidder to mindre vinduer. Indgangen er i den vestlige ende af sydsiden, hvor der også er fire spidsbuede vinduer. På nordsiden er der ligeledes fire vinduer. 
Indvendig er kirken malet hvid mens hvælvet og stolestaderne er malet lyseblå. Tidligere var der et hvidt krucifiks i en skabsligende ramme, med teksterne "Herre hjælp mig" (Matt 15,25) på venstre låge og "det er fuldbragt" (Johannes 19,30) på højre. Det hænger i dag til højre under pulpituret. 
Altertavlen fra 1999 består af 3 gange 4 billeder samt to aflange i siderne malet grafiske kobbertryk af Oggi Lamhauge,. I alle tre midtergrupper er der linjer med kugleformede spidser. Disse linjer afbilleder alt, som lever: træ med kroner, blomster med knopper, levende celler og til sidst mennesker med hoved. Kunstværket påpeger den uendelige cyklus her på jorden og Guds tidslinje med afmålt tid til hvert enkelt individ."
Over altetavlen hænger et trækors. Kirkeklokken er fra 1978 støbt i Holland hos Eijsbouts. Den afløste en tidligere skibsklokke.